# Vetterslev
Vetterslev er en landsby på Midtsjælland med 615 indbyggere  (2024). Vetterslev er beliggende i Vetterslev Sogn tre kilometer syd for Høm, syv kilometer syd for Ringsted og 20 kilometer nord for Næstved. Landsbyen tilhører Ringsted Kommune og er beliggende i Region Sjælland.
Vetterslev Kirke ligger i landsbyen.